# Mount Tabwemasana
A Mount Tabwemasana 1879 méteres magasságával Vanuatu legmagasabb pontja. A csúcs az Espíritu Santo sziget nyugati partján helyezkedik el. Egyike Óceánia legmagasabb hegyeinek. Elszigeteltsége miatt évente csak páran jutnak fel a hegy tetejére. A csúcsról csodálatos kilátás nyílik a környező hegyekre és a tengerre. John R. Baker zoológus 1922-ben és 1927-ben tartózkodott a szigeten, és megmászta a hegyet, továbbá 1929-ben térképet publikált róla a The Geographical Journalben.